# Elonkorjaajat
Elonkorjaajat ist eine 1971 gegründete finnische Künstlergruppe, die sich aus schwedischsprachigen und finnischsprachigen Künstlern zusammensetzt. „Elonkorjaajat“ (finnisch) bzw. „Skördemannen“ (schwed.) bedeutet „Erntearbeiter“ und verweist damit auf die politische Ausrichtung der Gruppe, die u. a. von Jan-Olof Mallander, Peter Widén, Carl-Erik Ström und Pekka Airaksinen in Helsinki gegründet wurde.
Die Gruppe war eng verknüpft mit der Pop Art und machte durch Performance-, Konzept- und Aktions-Kunst sowie Ausstellungen mit großflächigen Installationen schnell in ganz Finnland auf sich aufmerksam. Nach einer letzten Gemeinschaftsausstellung 1982 erlebte die Künstlergruppe im Jahr 2009 ihre Wiederbelebung mit einer umfassenden Gemeinschaftsausstellung von Carl Erik Ström und weiteren Mitgliedern wie Pekka Airaksinen, Carolus Enckell, Antero Kare, Philip von Knorring, J.-O. Mallander, Ilkka Juhani Takalo-Eskola, Erik Uddström, Peter Widén und Stuart Wrede in der Elverket Ausstellungshalle im südfinnischen Ekenäs. Die Ausstellung umfasste dabei auch eine Retrospektive der Arbeiten des bereits 1987 verstorbenen Gruppenmitglieds Olli Lyytikäinen.